# 센트럴 오클라호마 대학교
센트럴 오클라호마 대학교(University of Central Oklahoma, UCO 또는 Central State)는 오클라호마 주, 에드먼드시에 있는 공립 대학교이다. 대학교의 규모는 오클라호마에서 세 번째로 큰 대학으로 17,000명 이상의 학생과 약 434명의 정규 교수진과 400명의 겸임 교수진이 있다. 1890년에 설립된 센트럴 오클라호마 대학은 오클라호마주가 만들어 지게 될 곳에 설립된 최초의 고등 교육 기관 중 하나였으며, 미국 남서부 지역에서 가장 오래된 대학 중 하나이다. 또한, 센트럴 오클라호마 대학교는 오클라호마 시티 시내에 위치해있는 영국 현대 음악 아카데미 의 미국 지부가 있는 곳이다.

## 역사
센트럴 오클라호마 대학교는 1890년 12월 24일 준주 입법부가 준주 사범학교를 설립하기로 투표함으로써 설립되었다. 이로서 UCO는 오클라호마주에서 두번째로 오래된 공립 기관이 되었다. 가장 오래된 대학교 기관은 1890년 12월 19일에 설립된 오클라호마 대학교이다. 오클라호마 대학교는 첫 개강을 1891년 11월에 하였다. 이에 비해 오클라호마 A&M 대학 (현 오클라호마 주립 대학교 )는 1891년 12월에 첫 수업을, 오클라호마 대학교는 1892년 가을에 첫 수업을 시작으로 대학교 문을 열었다.
준주 입법부는 새로운 학교를 Edmond시에 짓기로 결정했으며, 특정 조건들이 충족되어야만 했다. 먼저 오클라호마 카운티는 채권으로 5,000달러를 기부해야 했고 Edmond시는 마을에서 1마일(1.6km) 이내에 40에이커(160,000m2)의 땅을 기부해야 했다. 안톤 클라센이 그 땅을 기부하였다. 그 중 10에이커는 새로운 학교를 위해 할당되어야 했다. 그리고 나머지 땅은 학교를 위한 자금을 마련하기 위해 판매할 부지로 구분되어야 했다. 1891년 10월 1일 리처드 대처는 오클라호마 준주 사범학교의 초대 총장으로 선출되었다.
학교를 설립하기 위한 모든 조건이 충족이 되었고, Edmond 시는 추가로 $2000의 채권을 기부하였다.  첫 수업은 1891년 11월 1일, 비품이 갖추어지지 않은 첫 메소디스트 교회 내의 Epworth 리그 룸에서 23명의 학생들이 처음으로 만나 수업을 시작했다.
Old North는 1892년 당시 준주 사범학교였던 캠퍼스에 지어진 최초의 건물이었다. 또한 오클라호마 준주에서 고등 교육을 목적으로 건설된 최초의 건물이기도 하다. 이 건물은 1893년 1월 3일부터 사용되기 시작했다. 처음에 학교는 2년간의 대학 학위과정과 완전한 예비 학교가 있는 사범 학교 로 운영되었다. 1897년 첫 졸업생인 남자학생 2명과 여자학생 3명이 정규학교 졸업장을 받았다.
1904년에 준주 사범학교는 Central State Normal School이 되었다. 이 시점에서는 주권을 획득한지 3년이 지난 시기였다. . 1919년 12월 29일, 주 교육 위원회는 Central 대학을 학사 학위를 수여하는 4년제 사범 대학으로 만드는 결의안을 통과시켰다. 1901년부터 1961년까지 Central 대학은 지역 초등학교 아이들이 대학 교수진과 임박한 교사 졸업생들로부터 교육을 받은 실험학교를 운영했다.
그 후 2년 뒤인 1921년 졸업생은 9명으로, 4년제 학위를 받은 최초의 졸업생이 되었다. 그리고 20년 후인 1939년에 오클라호마 주의회는 이 기관이 예술 학사 와 과학 학사 학위를 모두 수여할 수 있도록 승인했다. 이에 따라 학교 이름도 Central State College로 바뀌었다.
| 대학 이름 연혁 |                           |
| 연령           | 이름                      |
| 1890–1903      | 오클라호마 준주 사범학교  |
| 1904년–1918년  | 센트럴 사범학교           |
| 1919년–1938년  | 센트럴 스테이트 사범 대학 |
| 1939년–1970년  | 센트럴 스테이트 대학      |
| 1971년~1991년  | 센트럴 주립 대학          |
| 1991년~현재    | 센트럴오클라호마대학교    |

〈오클라호마 역사 문화 백과사전〉에 따르면 학교는 일상적으로 주지사의 정치 성향에 따라서 영향을 받았다. 주지사가 바뀔 때마다 학교 총장과 때로는 교수진도 바뀌었다.  1950년, 맥스 W. 챔버스 총장은 교직원들로부터 캠페인 기부금 모금을 금지했다. 이로 인해 학교 행정의 안정성이 높아졌다.
1941년 3월 11일, Central State는 Oklahoma Regents for Higher Education이 감독하는 후기 교육의 협조된 주계통에 합류하면서, 유사한 임무를 가진 기관과 함께 지역 기관으로 참여하게 되었다.
1954년 오클라호마 주립 대학교 위원회는 센트럴 대학교가 교육 석사 학위(Master of Teaching Degree)를 제공할 수 있는 권한을 부여했으며, 이는 1969년 석사 교육(Master of Education) 학위가 되었다.  1971년에 센트럴 오클라호마 대학은 영문학 석사 와 경영학 석사 학위를 수여할 수 있는 권한을 부여받았다.
1971년 4월 13일, 주 의회는 공식적으로 기관명을 센트럴 주립 대학교(Central State University)로 변경했다. 올드 노스 타워는 1971년 국가 역사 유적지(National Register of Historic Places)에 등재되었다. 1990년 5월 18일, 대학의 백주년 기념일에 이름이 University of Central Oklahoma로 변경되는 법안이 통과되었지만, 많은 학생들은 여전히 대학을 "Central"로, 많은 졸업생들은 "Central State"로 부르고 있다.

### 총장
1891년 이래, 센트럴 오클라호마 대학교는 21명의 대학 총장과 2명의 대학 총장 대행, 1명의 임시 대학 총장을 두었다.

## 학문

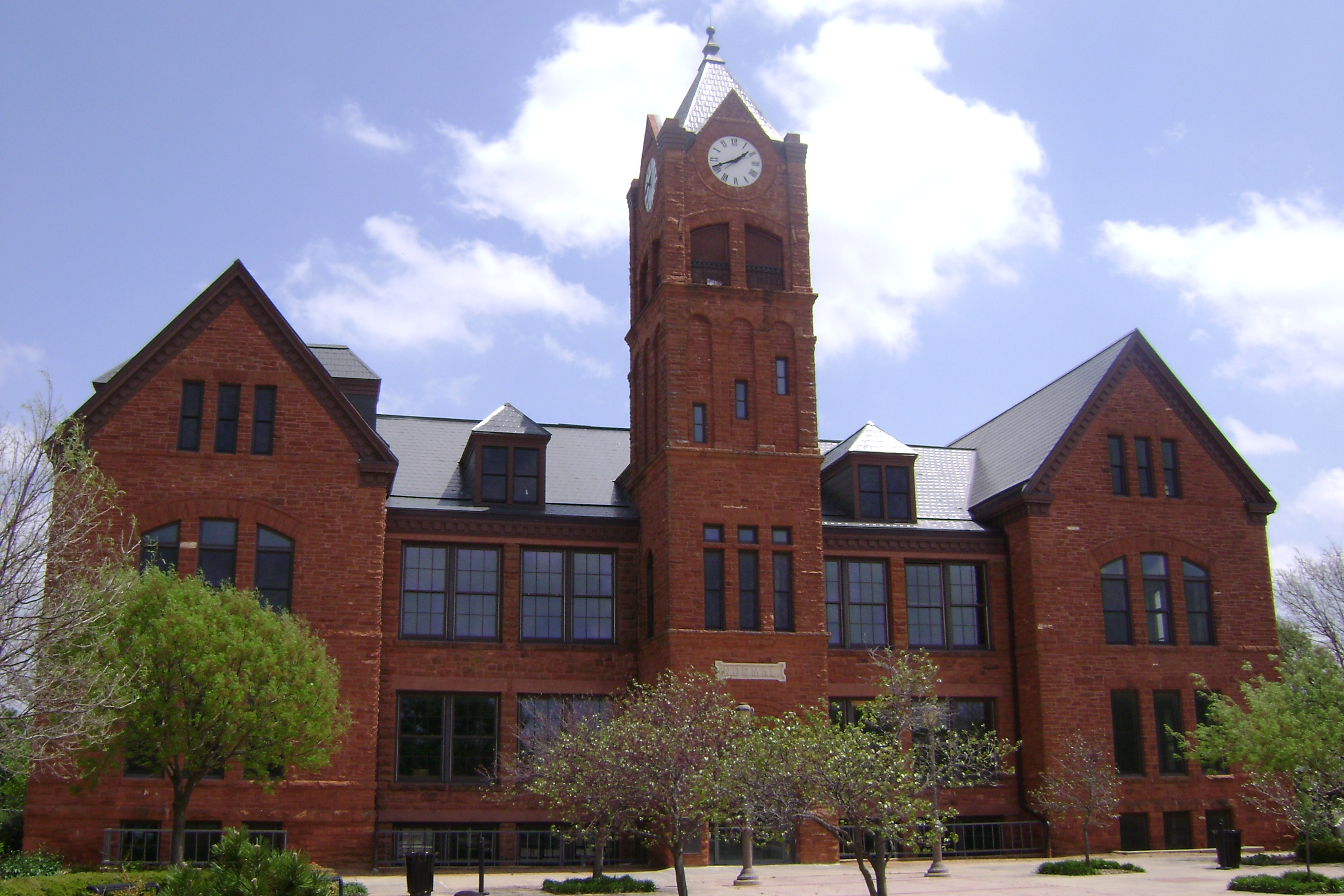
2008년의 올드 노스

센트럴 오클라호마 대학교 음악대학 재즈학부는 지역에서 가장 큰 규모 중 하나이며, 이 지역에서는 가장 큰 규모의 학부 중 하나이다.
UCO는 6개의 단과대학, 1개의 연구소 및 3개의 학교로 구성되어 있다.
| - College of Fine Arts & Design - College of Business - College of Liberal Arts | - College of Education and Professional Studies - College of Mathematics and Science - Forensic Science Institute - Jackson College of Graduate Studies - School of Design - School of Engineering - School of Music |

## UCO 재즈 랩
UCO 재즈 랩(Jazz Lab)은 센트럴 오클라호마 대학교 음악학교에서 유명한 Jazz Studies Division의 본거지이다. 재즈 프로그램은 1974년 Dr. Kent Kidwell에 의해 시작되었다. 1974년부터 시작된 UCO의재즈 프로그램은 오늘날과 같이 성장했다.
UCO Jazz Lab은 오클라호마 주 에드먼드의 5번가와 Littler St. 모퉁이에 있다. 재즈 랩 건물은 2001년에 지어졌다. 무대, 강의실, 하이드어웨이(Hideaway Pizza) 및 재즈 랩,  녹음스튜디오가 포함된 건물이다.  UCO Jazz Studies Division은 다음과 같은 다양한 공연 앙상블을 제공한다.
- 재즈 앙상블 I, II, III, & IV
- 학부생 콤보'
- 대학원생 콤보'
- 라틴 재즈 앙상블
- 재즈 기타 앙상블 I & II

현재 음악 학부는 재즈 연구 학부 과정과 공연 또는 상업용 음악 제작 전공 재즈 연구 석사 과정을 제공하고 있다. UCO Jazz Lab은 매년 여름에 녹음 기술 워크숍 과 기타 기법 워크숍 도 개최한다. UCO 재즈 앙상블은 수 많은 상을 받았다. 2008년 The UCO Jazz Ensemble I는 2006년과 2008년 UNT 재즈 페스티벌에서 "뛰어난 대학 재즈 앙상블" 상을 되살렸다. 1983년에는 UCO의 Dixieland 밴드가 전국 1위에 올랐고, 1975년에는 UCO Jazz Ensemble I가 Wichita Jazz Festival에서 최우수상을 수상한 이후 모든 UCO 재즈 밴드가 이 행사에 참가했다.

개장 이후 The Jazz Lab은 Edmond Life & Leisure의 Reader's Choice 연례 투표에서 "Best Place for Live Music"을 여러 번 수상했으며 Oklahoma Gazette 의 Best of OKC 독자 투표. Jazz Lab에는 다음과 같은 많은 유명 연주자들이 참여했다.
| - Wynton Marsalis - Kenny Garrett - George Winston - Chris Botti - Kenny Werner - Christopher Cross - United States Army Jazz Ambassadors - David Gibson - Ann Hampton Callaway - Steve Tyrell - Miguel Zenon - Diane Shuur | - Pat Metheny - Lynn Seaton - Jane Monheit - John Pizzarelli - Boz Scaggs - Peter Krauss - Maynard Ferguson - Leon Russell - Phil Woods - Chick Corea - Tierney Sutton |

재즈계의 대표적인 뮤지션들도 출연하지만 UCO Jazz Lab은 매주 목, 금, 토요일에 다양한 장르의 지역 뮤지션들도 함께한다.

## UCentral 학생 미디어
UCentral은 센트럴 오클라호마 대학교의 학생 미디어 네트워크이다.  전통적인 미디어 방법들(텔레비전, 라디오, 신문)과 새로운 미디어 방법들(웹, 넷캐스트, 소셜 네트워킹)을 전공하는 학생들이 제작한 콘텐츠가 방송으로 송출된다.
UCentral의 텔레비전 프로그램은 ucentralmedia.com에서 온라인으로 시청 가능하며, 오클라호마 주 Edmond 지역에서는 Cox 케이블 디지털 채널 125에서 시청할 수 있다.
1903년에 창간된 The Vista 신문은 UCO 캠퍼스 및 지정된 오프캠퍼스 위치에서 무료로 배포되며, ucentralmedia.com에서도 온라인으로 볼 수 있다.
학생 라디오 방송국인 UCentral Radio 99.3 FM은 2015년 9월 24일에 FCC로부터 LPFM 라이센스를 받았습니다 방송국의 공식 호출 레터는 KZUC-LP이다.

## 캠퍼스

### 학술 건물
- 예술 및 디자인 빌딩
- 맥스 챔버 도서관
- 커뮤니케이션 빌딩
- 혁신 학습 센터
- 교육관
- 에반스 홀
- 건강 및 체육 교육학관
- 수학 및 컴퓨터 공학관
- 코이너 건강 과학 빌딩
- 인간 환경과학관
- 하웰 홀
- 실험실 별관
- 리버럴 아츠 북관
- 리버럴 아츠 남관
- 미첼 홀 극장
- 경영학 빌딩
- 뮤직 빌딩
- 대처 홀
- 원트랜드 홀[12]

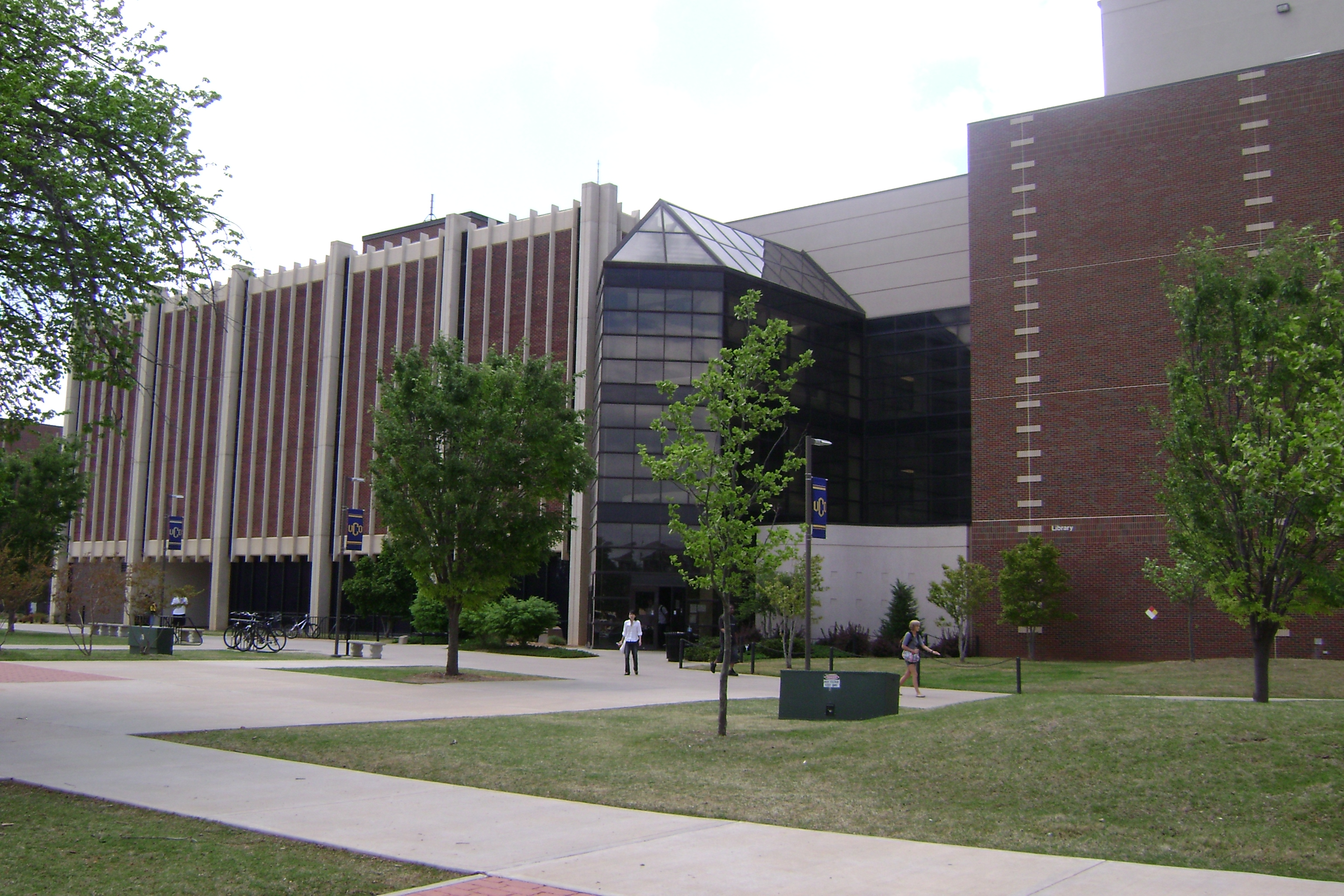
맥스 챔버스 도서관

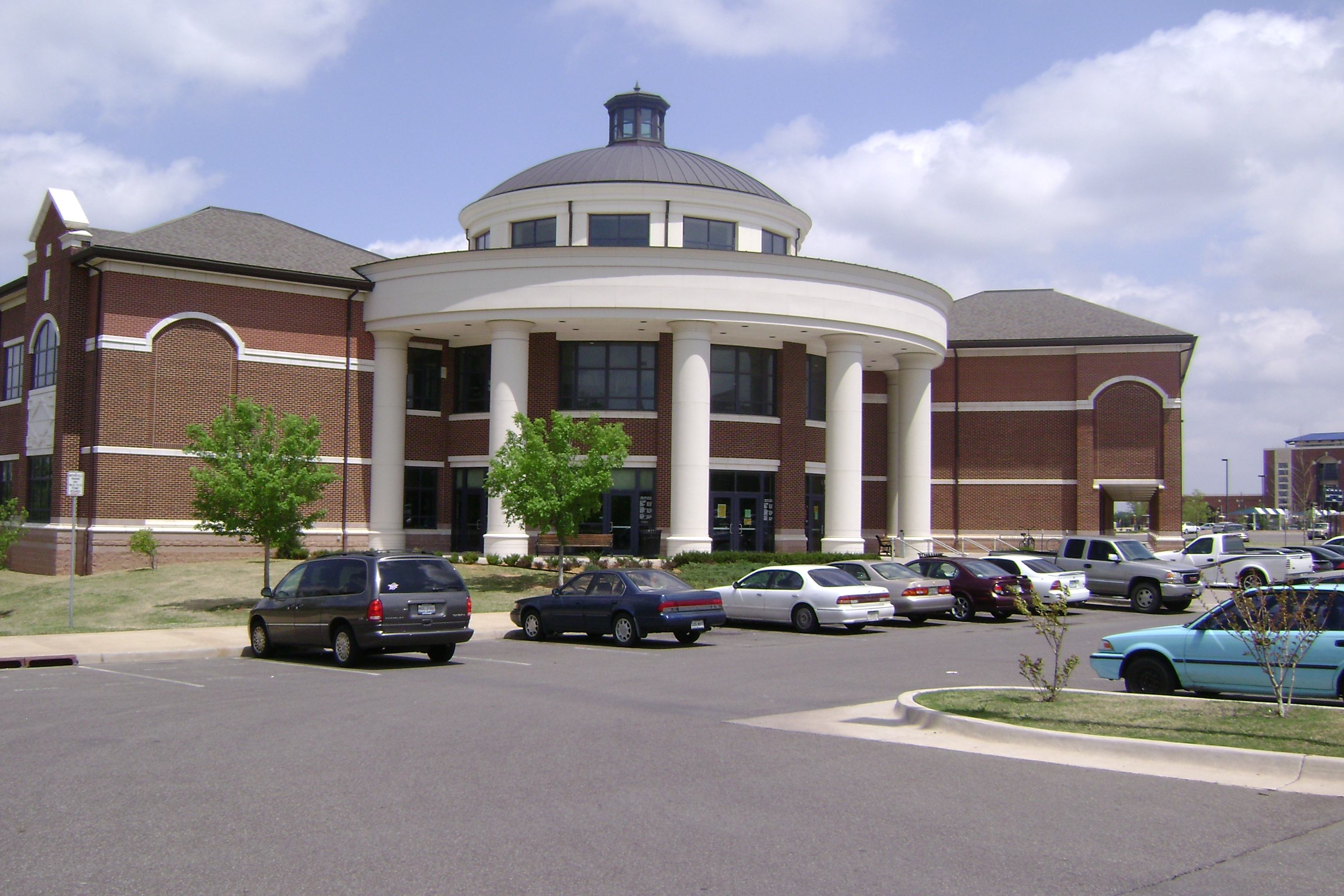
UCO 웰니스 센터

- W. Roger Webb 법의학 연구소
- 올드 노스

### 기타 캠퍼스 건물
- 채드 리치슨 스타디움
- 스포츠 퍼포먼스 센터
- 별관체육연습동
- 릴라드 관리 빌딩
- 바우셔 플레이스
- 나이 대학 센터
- 재향군인지원센터
- 공공 안전학과
- 해밀턴 필드 하우스
- 웨어하우스
- 남쪽 웨어하우스
- 웰니스 센터
- 실외기실
- Y 채플

### 기숙사 건물
UCO 캠퍼스에는 5개의 기숙사가 있다.
- 머더 홀 - 전통적인 스타일의 혼성 기숙사; 최대 290명의 학생을 수용할 수 있다.
- 웨스트 홀 - 전통적인 스타일의 혼성 기숙사; 최대 452명의 학생을 수용할 수 있다.
- 스위츠 - 혼성 스위트룸 스타일의 기숙사; 최대 302명의 학생을 수용할 수 있으며 컴퓨터실과 주방 시설이 있다.
- 커먼스 아파트 - 이 기숙사 건물은 2베드룸 아파트와 4베드룸 아파트를 포함한 여러 아파트 건물로 구성되어 있다. Commons Clubhouse는 TV 라운지, 컴퓨터 랩 및 레크리에이션 룸이 있는 3,000 평방 피트(약 280㎡)의 커뮤니티 건물이다.
- 쿼드 - 남녀 혼합식 포드 스타일 기숙사로, 최대 440명의 학생들이 거주할 수 있으며, 몇 개의 교실, 주방, 피트니스 룸 및 세탁실이 있다.

### 교외 건물
- UCO 재즈 랩
- Lake Arcadia (Lake Arcadia)의 UCO 보트 하우스
- ACM@UCO 현대 음악 아카데미( 브릭타운 )
- Selman Living Laboratory( 오클라호마 주 프리덤 )
- 센트럴 오클라호마 대학교 보트하우스(Oklahoma River OKC )
- 산타페 플라자의 UCO(다운타운 OKC )
- 카네기 센터의 UCO(다운타운 OKC )

## 스포츠 프로그램
UCO는 Division II 수준에서 NCAA의 대학 간 운동 경기에 참여하며 Mid-America Intercollegiate Athletics Association (MIAA)의 회원이다. UCO는 2012년에 MIAA에 가입했다. 회의에 참여하기 전에 UCO는 Lone Star Conference 의 회원이었으며 회의에서 가장 큰 대학교였다. 2010년에 MIAA에 가입하려고 신청하였으며, 2010년 7월 30일, 그 신청이 승인되어 2012-2013 학년부터 그 회의에 가입할 수 있게 되었다. 남녀 팀 모두 Bronchos 라는 별명을 가지고 있다. UCO는 현재 야구, 남녀 농구, 여자 크로스컨트리 및 육상, 축구, 남녀 골프, 여자 축구, 소프트볼, 여자 테니스, 배구, 레슬링, 여자 조정 에서 경쟁하고 있다. 그들의 여자 조정 팀은 지난 몇 년 동안 매우 성공적이었으며 연속 NCAA DII 조정 챔피언십 (2018-2022)에서 우승했다.

## 사교활동
UCO에는 28개의 남녀 사교활동 그룹이 있다.
| - IFC Chapters: - Acacia - Alpha Tau Omega - Pi Kappa Alpha - Sigma Alpha Epsilon - Sigma Nu - Sigma Tau Gamma - Panhellenic Chapters: - Alpha Delta Pi - Alpha Gamma Delta - Alpha Xi Delta - Delta Zeta - Sigma Kappa - Sigma Sigma Sigma | - National Pan-Hellenic Chapters: - Alpha Kappa Alpha - Alpha Phi Alpha - Delta Sigma Theta - Kappa Alpha Psi - Omega Psi Phi - Phi Beta Sigma - Sigma Gamma Rho - Zeta Phi Beta - Multicultural Greek Council: - Kappa Delta Chi - Omega Delta Phi - Sigma Lambda Gamma - Christian Greek Chapters: - Beta Sigma Chi - Beta Upsilon Chi - Sigma Phi Lambda - Professional Fraternity Association - Kappa Kappa Psi - Phi Mu Alpha Sinfonia (in colonial process) |